# Chiesa di Santa Barbara (Cracovia)

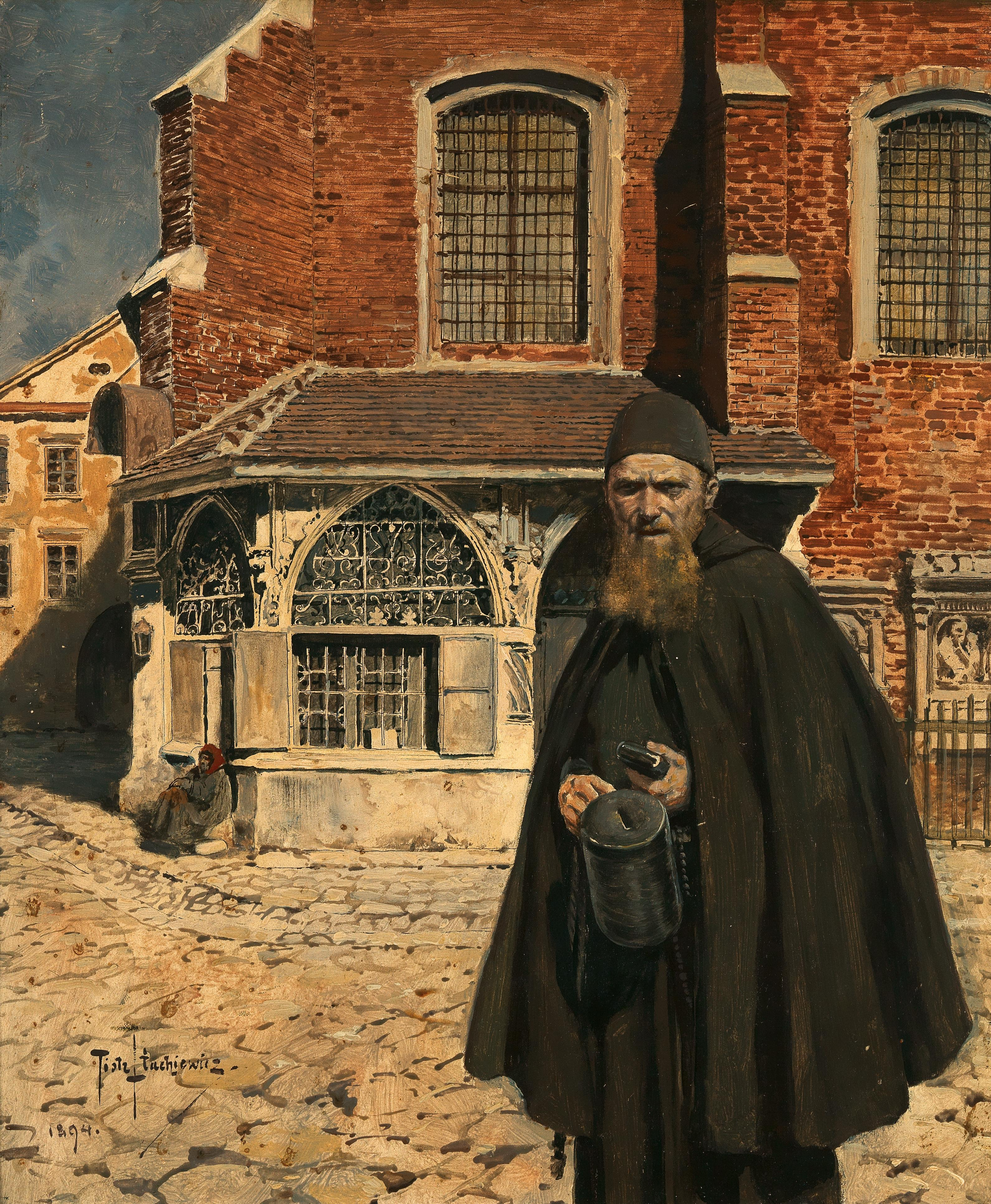
Piotr Stachiewicz: Raccolta di elemosine (de: Almosensammlung), 1894 (sullo sfondo il gotico vestibolo delle chiesa di Santa Barbara)

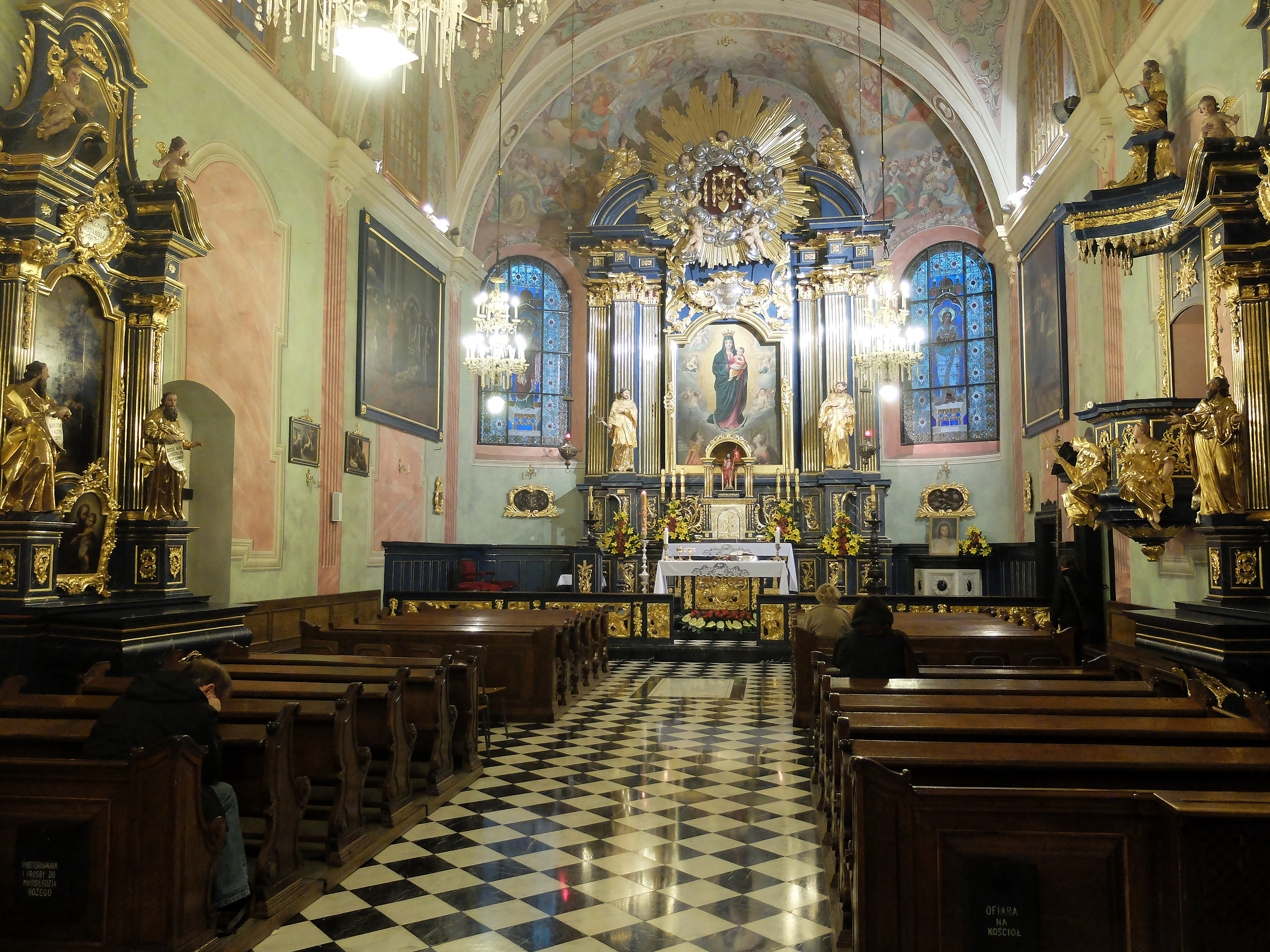
Interno della chiesa

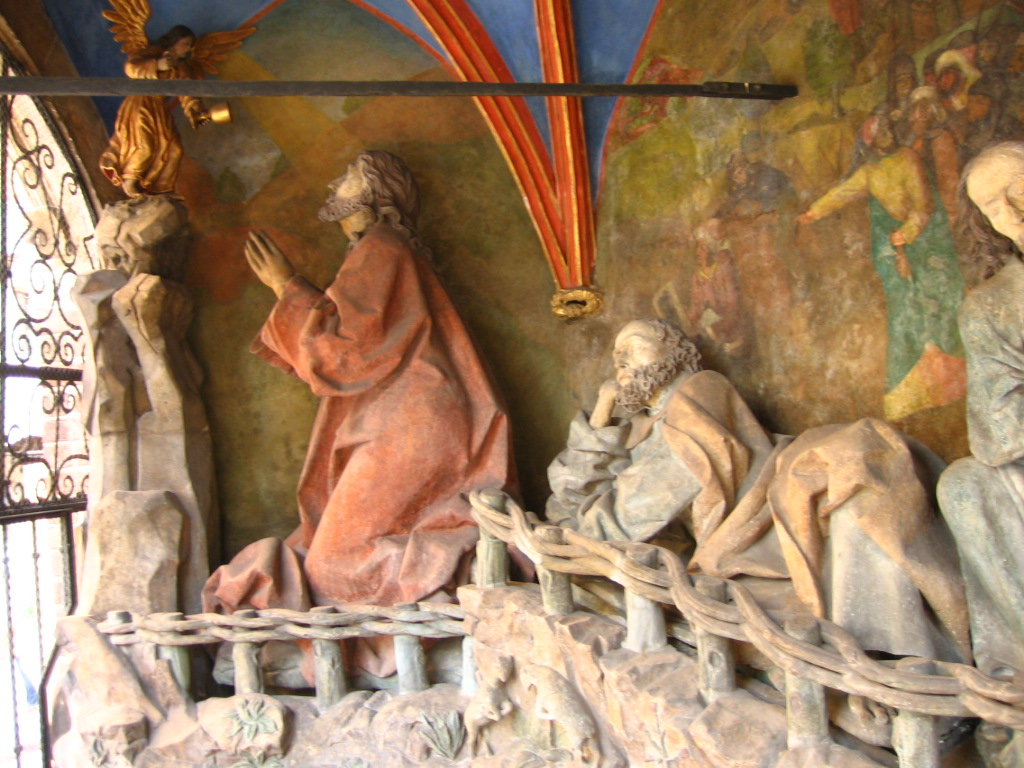
Getsemani di Veit Stoss (verso il 1490)

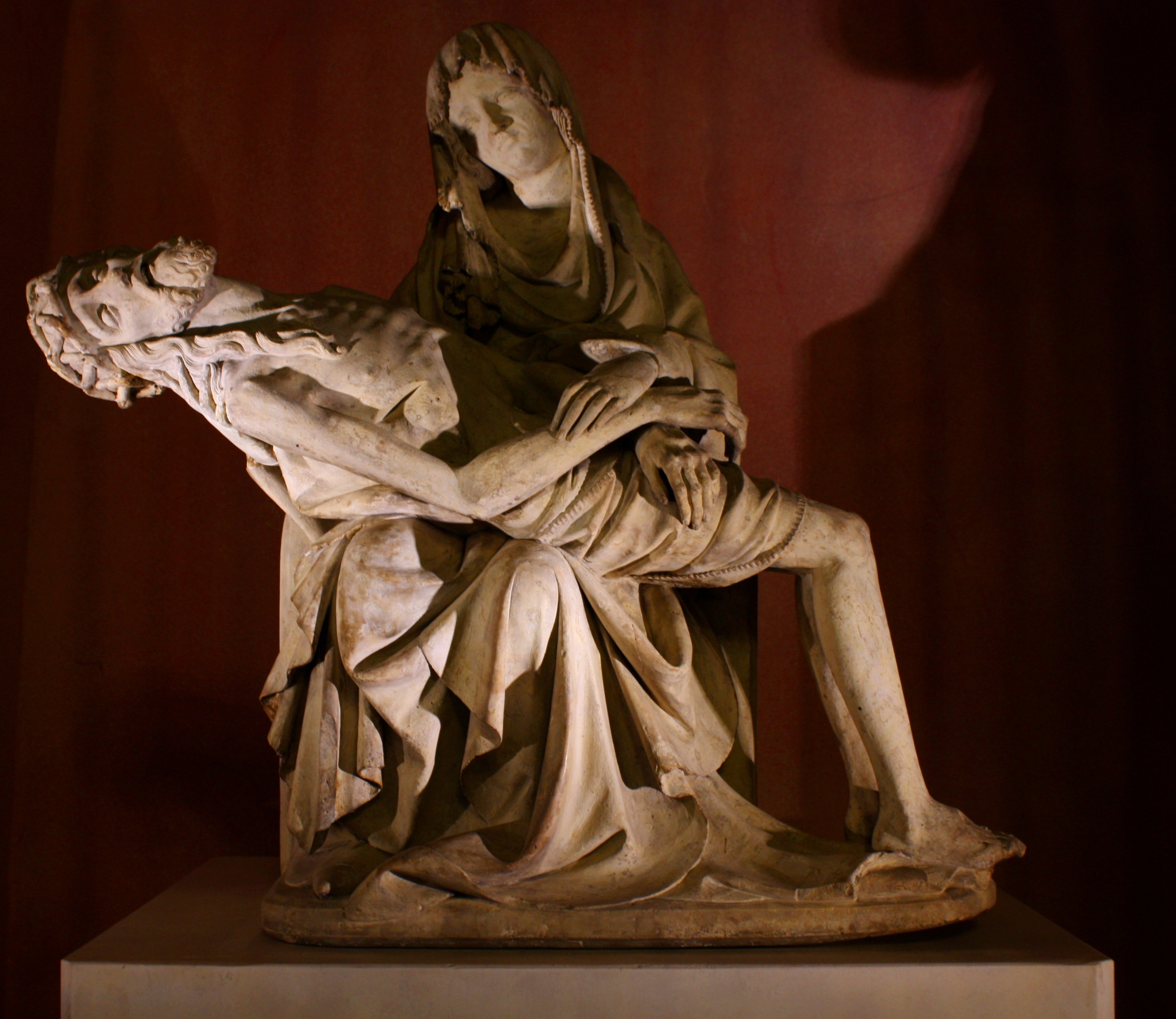
La Pièta, opera di Vesper (verso il 1390)

La chiesa di Santa Barbara (in polacco Kościół św. Barbarie) a Cracovia, in Polonia, è una chiesa cattolica romana. In ragione della sua storia, della sua architettura e dei suoi tesori artistici, è uno degli edifici più caratteristici del Centro storico di Cracovia. In linea storica stretta, con l'imponente basilica di Santa Maria e l'ordine dei Gesuiti in Polonia, essa riflette la storia della città di Wawel nel corso di sei secoli. A varie riprese, i proprietari sono cambiati e con loro lo scopo e il carattere dell'edificio. Più volte ripensata e arricchita di approcci di epoche differenti, gotico e barocco in particolare si coniugano per formare un insieme pittoresco.
La piazza Santa Maria, tra le chiese di Santa Barbara e di Santa Maria, è considerata dagli artisti come una delle più belle della vecchia Cracovia. La chiesa di Santa Barbara può essere vista in tutto o in parte su molte tele di noti artisti.

## Storia
Gli inizi della chiesa si perdono nelle tenebre della storia. Secondo un'antica leggenda di Cracovia, la chiesa di Santa Barbara è stata costruita negli stessi tempi della chiesa di Santa Maria. 
È più probabile che la cappella del cimitero costruita dai cittadini di Cracovia, Nikolaus Wierzynek nel Marienkirchhof, l'attuale piazza Santa Maria, rappresenti l'origine delle chiese d'oggi.
Negli anni 1394-1402, la cappella a tre navate (probabilmente grazie ai fondi della Fondazione Regina Edvige) è stata ingrandita di due altre campate per formare la chiesa. A quell'epoca, la chiesa possedeva già quattro altari laterali oltre all'attuale altar maggiore
A motivo della crescita della comunità tedesca, i sermoni in lingua polacca sono stati spostati dalla chiesa di Santa Maria nella chiesa di Santa Barbara. Inoltre dei sermoni polacchi, i servizi religiosi delle confraternite operanti qui, hanno avuto luogo nella chiesa più piccola.
Durante la sessione invernale 1536/37 del Parlamento polacco (Dieta) a Cracovia, il re Sigismondo I ha ordinato che i sermoni in polacco fossero nuovamente trasferiti nella grande chiesa di Santa Maria. I sermoni in tedesco, invece, dovevano aver luogo nella chiesa di Santa Barbara. Da una parte, c'era una testimonianza del risveglio della fiducia nel suolo nazionale e dello sviluppo della fierezza nazionale e d'altra parte, c'era anche li risultato della "polonizzazione" della borghesia tedesca.
Dopo un'interruzione di oltre 50 anni dal 1945, a causa della posizione anti-tedesca del governo comunista, dal 1997, la messa è nuovamente letta in lingua tedesca le domeniche e i giorni feriali nella chiesa di Santa Barbara.

## Comunità locale
La chiesa è oggi utilizzata dai cattolici polacchi e dai credenti germanofoni.
La congregazione di lingua tedesca ha sviluppato degli approcci ecumenici dall'inizio, poiché numerosi parrocchiani sono sposati in modo ecumenico. Oltre alle riunioni comunitarie mensili, l'accento è sempre posto sui concerti di corali, di musicisti e di solisti europei. Il Coro Santa Barbara delle due parrocchie vi apporta un contributo particolare.

## Arredamento
La chiesa di Santa Barbara è stata restaurata con grandi spese dal 2002. In quell'anno, la facciata è stata ripulita e nel 2003, hanno avuto inizio i lavori di restauro dell'interno. 
L'opera d'arte più importante della chiesa è la scultura di Nostra-Signora dei Dolori, una Pietà realizzata dal Maestro delle belle Madonne di Breslavia.

## Organo
L'organo é stato costruito nel 1894 dalla società di fabbricazione di organi Rieger. Lo strumento ha 16 registri su due tastiere e un pedale. Le azioni di lettura e di arresto sono meccaniche.